# 根岸 (相撲)
根岸（ねぎし）とは、日本相撲協会の年寄名跡のひとつ。

## 概要
番付版元であった「三河屋治右衛門」に対して相撲会所から認められた年寄名跡で、根岸家が世襲し代々「治右衛門」が通り名として使われた。
1916年（大正5年）、三河屋治右衛門の世襲発行であった相撲番付が相撲協会発行となり、以後、行司が書くこととなる。
1951年（昭和26年）に11代目が相撲協会へ番付の版権とともに名跡を返上した。その折の要望で力士への譲渡は行われず、止め名として実質的に廃止された状態になっている。 
番付に使われる書体の根岸流に名前を残している。

## 根岸の代々
| 代目   | 名                            | 襲名期間                      | 備考 |
| ------ | ----------------------------- | ----------------------------- | --- |
| 初代   | 三河屋治右衛門                | -1765年9月（死去）            | 初代出来山の次男 宝暦7年10月場所（初めての縦一枚番付の場所） に板元として記載                                                                                             |
| 2代目  | 三河屋治右衛門                | 1766年10月-                   | 2代出来山が短期間兼務か |
| 3代目  | 三河屋治右衛門                | 1770年7月-1776年10月（死去）  | 初代か2代目の息子か |
| 4代目  | 三河屋治右衛門                | 1776年10月-1812年11月         | 3代出来山に名跡変更 |
| 5代目  | 三河屋治右衛門                | 1812年11月-1846年11月（死去） | 4代目の手代・安治郎。1800年より4代目と連記、三河屋治兵衛から襲名。 『相撲起顕』を著す                                                                                     |
| 6代目  | 三河屋治右衛門                | 1847年-1849年11月（死去）     | 5代目の手代・鉄治郎。1830年より5代目と連記 巡業番付で根岸鉄二郎と名乗る                                                                                                   |
| 7代目  | 三河屋治右衛門                | 1850年頃-1862年4月（死去）    | 5代目の息子 年寄間垣から襲名と推定 |
| 8代目  | 三河屋治右衛門 （根岸治三郎） | 1862年頃-1886年8月（死去）    | 正式に年寄となる。根岸部屋を経営。1882年頃年寄根岸に。 年寄のトップとして取締編輯人を務める。                                                                             |
| 9代目  | 根岸治右衛門                  | 1886年8月-1889年3月（死去）   | 8代目の息子か。早逝。 |
| 10代目 | 根岸治右衛門                  | 1889年3月-1921年5月（隠居）   | 8代目の息子。神田区神田佐久間町で1876年4月22日生まれ。幼名・直太郎。根岸部屋を経営、東京市議も務める。 1920年政界疑獄事件で入獄し、全ての公職を辞職、1945年12月69歳で没。 |
| 11代目 | 根岸治右衛門                  | 1921年-1951年5月（返上）      | 10代目の弟の息子。1910年4月17日生まれ。1921年11歳で襲名。 木戸部長、会長秘書を務める。2005年12月18日95歳で没。                                                            |

## 根岸部屋
根岸親方が師匠を務めた相撲部屋。
所属した主な力士
伊勢ノ濱慶太郎・八幡山定吉・初春吉五郎・高ノ戸大五郎・初代海山太郎